# Fernando Ortega Ortega
Fernando Ortega Ortega (ur. 15 listopada 1973 w Ambato) – ekwadorski duchowny katolicki, biskup pomocniczy Cuenca od 2023.

## Życiorys
Święcenia kapłańskie otrzymał 23 czerwca 2006 i został inkardynowany do diecezji Ambato. Był m.in. wikariuszem ds. duszpasterstwa rdzennej ludności, wychowawcą i rektorem seminarium, przewodniczącym organizacji zrzeszającej ekwadorskie seminaria duchowne oraz ekonomem diecezjalnym.
9 czerwca 2023 papież Franciszek mianował go biskupem pomocniczym archidiecezji Cuenca ze stolicą tytularną Thizica. Sakry udzielił mu 9 września 2023 metropolita Cuenca – arcybiskup Marco Pérez Caicedo.